# Pension Volkmann
Pension Volkmann war ein 1983 in Ost-Berlin gegründetes Folkduo. Sein Nachfolger ist die Band Folkmann.

## Bandgeschichte
Das Duo bestand aus dem Sänger und Gitarristen Peter Butschke (* 25. März 1950 in Berlin) und dem Gitarristen Reinhard Sonnenburg-Buchholz (* 21. September 1953 in Berlin; † 1. Februar 2007 ebenda). Beide Musiker studierten an der Hochschule für Musik „Hanns Eisler“ Berlin. Die Texte schrieb Werner Karma.
Pension Volkmann veröffentlichten drei Alben. Zwischen 1993 und 2002 löste sich das Duo mehrmals auf.
Peter Butschke ist weiter als Musiker aktiv und setzt mit neuen Musikern als Volkmann die Tradition der Pension Volkmann fort. Zu Volkmann gehörten 2012: Jens-Peter Kruse (Bass), Jan Haasler (Gitarre) und Frank Gohlke (Perkussion). Parallel dazu widmet Butschke sich der Malerei und der Fotografie.
Vom Auftritt Volkmanns bei den Songs an einem Sommerabend gelangte das Lied Traumtänzer auf die CD „Die Neuen – Das Beste aus 25 Jahren“ im Album der Jubiläumsveranstaltung 25 Jahre 2011.
2019 veröffentlichte Peter Butschke mit Jens-Peter Kruse (Bass), Jan Haasler (Gitarre) und Frank Gohlke (Perkussion) unter dem Namen Volkmanns Gitarren ein Instrumentalalbum mit von den Beteiligten für Gitarre geschriebenen Kompositionen.

## Diskografie

### Alben
- 1985: Die Gefühle (Amiga)
- 1988: Vollpension (Amiga)
- 1993: Traumtänzer (Buschfunk)

### Alben als „Volkmann“
- 2012: Dreh mich um (Dunefish)
- 2013: Nass wie Fische – Volkmanns Beste (Sony Music)
- 2019: Volkmanns Gitarren (Troyke Records)